# Vlag van Tampa

Vlag van Tampa

De officiële vlag van Tampa is een vlag die de tijdperken, groei en kenmerken van Tampa symboliseert. De vlag is ontworpen door F. Grant Whitney en werd aangenomen op 1 juli 1930.
De vlag combineren de elementen uit de vlaggen van de Verenigde Staten, Spanje, het Verenigd Koninkrijk, Italië en Frankrijk, omdat al deze landen een hand hadden in de ontwikkeling van wat uiteindelijk de stad Tampa en/of de staat Florida werd.
Het prominente gebruik van rood en goud symboliseert de rol van Spanje in de ontwikkeling van Tampa, vanaf de eerste Europese verkenning van het Tampabaai-gebied in 1528 tot de latere toestroom van Spaanse en Cubaanse immigranten. Veel Italianen kwamen in dezelfde tijd naar Tampa, wat inspireerde tot een groen veld van de kleuren van de Italiaanse vlag.
De "H"-vorm symboliseert Hillsborough County, waarin Tampa ligt.
Het officiële zegel van de stad Tampa, geplaatst op een blauwe "T"-vorm, de beginletter van Tampa, die de oprichting van Tampa in 1855 symboliseert.